# România la Jocurile Olimpice de vară din 1972

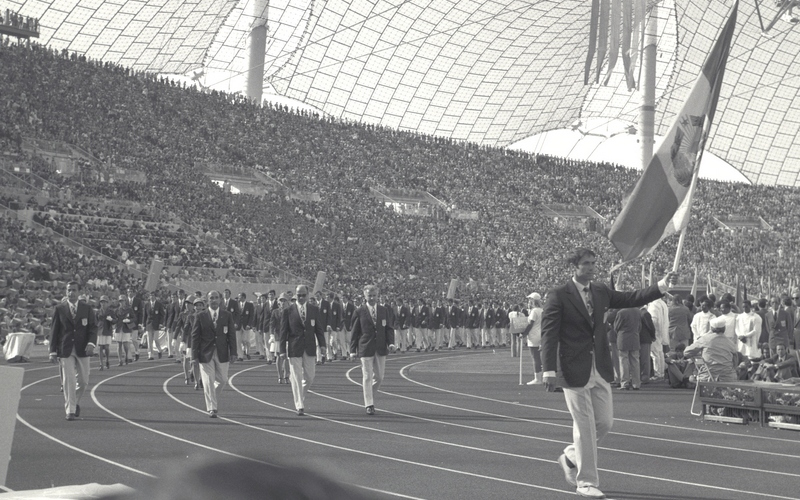
Echipa României

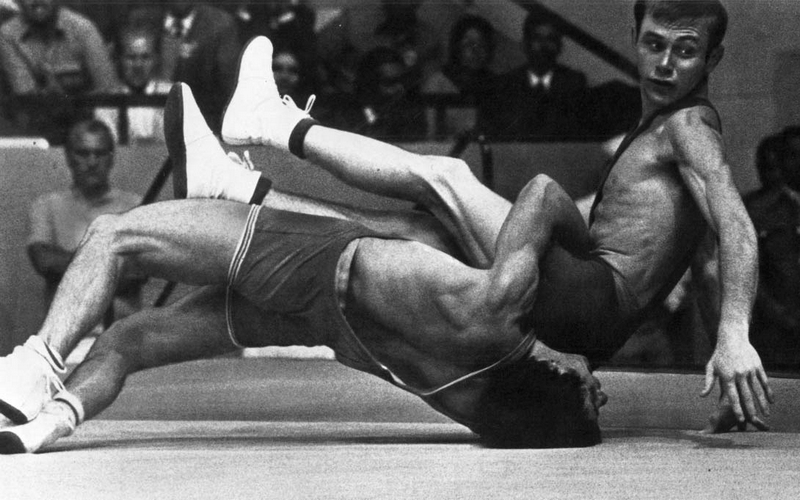
Gheorghe Berceanu

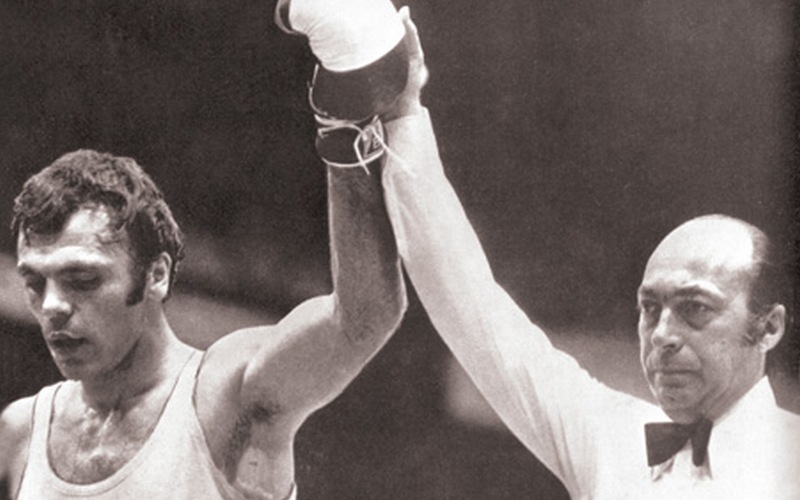
Ion Alexe

România a participat la Jocurile Olimpice de vară din 1972 care au avut loc la München, Germania de Vest, în perioada 26 august - 11 septembrie 1972. 159 de competitori, 132 de bărbați și 27 de femei, au luat parte la 102 evenimente sportive în cadrul a 16 sporturi. Caiacistul Aurel Vernescu a fost portdrapelul României la ceremonia de deschidere.

## Medaliați

### Aur
- Ivan Patzaichin — kaiac-canoe, C1 - 1000 m
- Gheorghe Berceanu — lupte, greco-romane, 48 kg
- Nicolae Martinescu — lupte, greco-romane, 100 kg

### Argint
- Valeria Bufanu — atletism, 100 m garduri
- Argentina Menis — atletism, aruncarea discului
- Ion Alexe — box, grea, 91 kg
- Atanase Sciotnic, Roman Vartolomeu, Aurel Vernescu, și Mihai Zafiu — kaiac-canoe, K4 - 1000 m
- Serghei Covaliov și Ivan Patzaichin — kaiac-canoe, C2 - 1000 m
- Dan Iuga — tir, pistol liber

### Bronz
- Viorica Dumitru and Maria Nichiforov — kaiac-canoe, K2 - 500 m
- Ileana Gyulai-Drîmbă, Ana Pascu, Ecaterina Stahl-Iencic și Olga Szabo-Orban — floretă feminin pe echipe
- Ștefan Birtalan, Adrian Cosma, Dan Marin, Alexandru Dincă, Cristian Gațu, Gheorghe Gruia, Roland Gunesch, Gabriel Kicsid, Ghiță Licu, Cornel Penu, Valentin Samungi, Simon Schobel, Werner Stöckl, Constantin Tudosie, și Radu Voina — handbal, echipe
- Nicolae Rotaru — tir, arma culcat individual
- Ștefan Tudor, Petre Ceapura și Ladislau Lovrenski — canotaj, dublu rame cu carmaci masculin (2+)
- Victor Dolipschi — lupte, greco-romane, +100 kg
- Vasile Iorga — lupte, libere, 82 kg

## Atletism

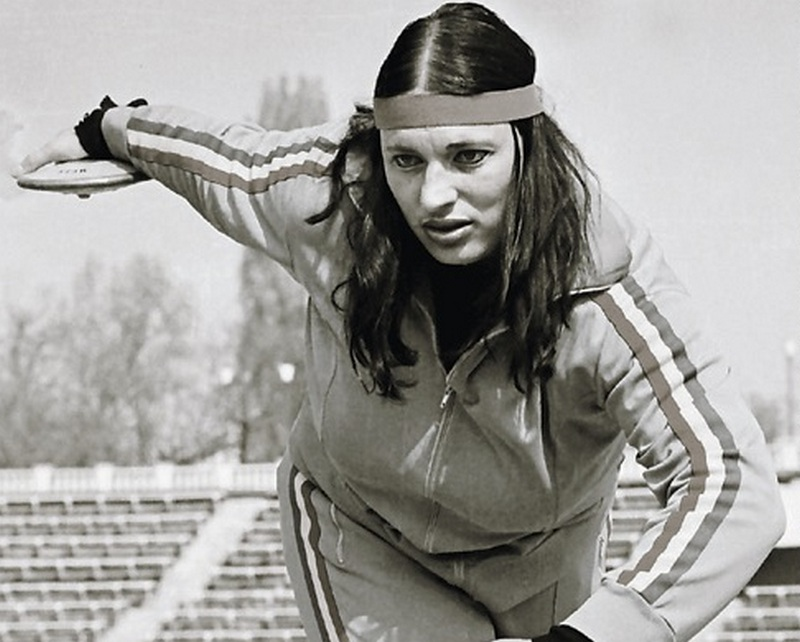
Argentina Menis

Probe pe șosea și pistă
| Atlet          | Probă            | Serie   | Serie | Semifinală   | Semifinală   | Finală       | Finală       |
| Atlet          | Probă            | Timp    | Loc   | Timp         | Loc          | Timp         | Loc          |
| -------------- | ---------------- | ------- | ----- | ------------ | ------------ | ------------ | ------------ |
| Gheorghe Ghipu | 800 m            | 1:50,1  | 4     | nu a avansat | nu a avansat | nu a avansat | nu a avansat |
| Petre Lupan    | 1500 m           | 3:44,8  | 6     | nu a avansat | nu a avansat | nu a avansat | nu a avansat |
| Gheorghe Cefan | 3000 m obstacole | 8:33,8  | 4     | N/A          | N/A          | nu a avansat | nu a avansat |
| Ileana Silai   | 800 m            | 2:01,42 | 1     | 2:01,85      | 3            | 2:00,04      | 6            |
| Valeria Bufanu | 100 m garduri    | 12,94   | 1     | 12,84        | 1            | 12,84        | 2            |

Probe pe teren
| Atlet                | Probă      | Calificare | Calificare | Finală       | Finală       |
| Atlet                | Probă      | Distanță   | Loc        | Distanță     | Loc          |
| -------------------- | ---------- | ---------- | ---------- | ------------ | ------------ |
| Șerban Ioan          | înălțime   | 2,15       | =3         | 2,10         | 16           |
| Carol Corbu          | lungime    | 7,54       | 25         | nu a avansat | nu a avansat |
| Carol Corbu          | triplusalt | 16,51      | 4          | 16,85        | 4            |
| Cornelia Popescu     | înălțime   | 1,76       | =6         | 1,76         | 19           |
| Roxana Vulescu       | înălțime   | 1,65       | =35        | nu a avansat | nu a avansat |
| Valeria Bufanu       | lungime    | FR         | –          | nu a avansat | nu a avansat |
| Viorica Viscopoleanu | lungime    | 6,39       | 6          | 6,48         | 7            |
| Elena Vintilă        | lungime    | 6,30       | 14         | 6,13         | 14           |
| Valentina Cioltan    | greutate   | 16,85      | 12         | 16,62        | 13           |
| Ileana Zörgő         | suliță     | 54,34      | 10         | FR           | 12           |
| Marion Becker        | suliță     | 50,74      | 17         | nu a avansat | nu a avansat |
| Argentina Menis      | disc       | 61,58      | 1          | 65,06        | 2            |
| Carmen Ionescu       | disc       | 57,82      | 6          | 60,42        | 7            |
| Lia Manoliu          | disc       | 55,88      | 9          | 58,50        | 9            |

Probe combinate
Masculin
| Atlet         | Probă    | 100 m | SL   | AG    | SI   | 400 m | 110 m g | AD    | SP   | AS    | 1500 m | Total | Loc |
| ------------- | -------- | ----- | ---- | ----- | ---- | ----- | ------- | ----- | ---- | ----- | ------ | ----- | --- |
| Radu Gavrilaș | Rezultat | 11,57 | 6,90 | 12,65 | 2,01 | 50,90 | 15,13   | 40,52 | 4,40 | 57,16 | 4:43,1 | 7417  | 16  |
| Radu Gavrilaș | Puncte   | 672   | 800  | 642   | 865  | 766   | 835     | 696   | 909  | 726   | 506    | 7417  | 16  |

Feminin
| Atletă        | Probă    | 80 m g | AG    | SI   | SL   | 200 m | Total | Loc |
| ------------- | -------- | ------ | ----- | ---- | ---- | ----- | ----- | --- |
| Elena Vintilă | Rezultat | 14,06  | 10,64 | 1,68 | 6,27 | 25,20 | 4199  | 21  |
| Elena Vintilă | Puncte   | 858    | 632   | 915  | 965  | 829   | 4199  | 21  |

## Box
| Sportiv             | Probă         | Primul meci              | Al 2-lea meci        | Al 3-lea meci         | Sferturi              | Semifinale          | Finală               | Finală |
| Sportiv             | Probă         | Adversar Rezultat        | Adversar Rezultat    | Adversar Rezultat     | Adversar Rezultat     | Adversar Rezultat   | Adversar Rezultat    | Loc    |
| ------------------- | ------------- | ------------------------ | -------------------- | --------------------- | --------------------- | ------------------- | -------------------- | ------ |
| Alexandru Turei     | semimuscă     | Rodríguez (ESP) P 2–3    | Nu a avansat         | N/A                   | Nu a avansat          | Nu a avansat        | Nu a avansat         | =17    |
| Constantin Gruiescu | muscă         | N/A                      | Solunur (TUR) C 5–0  | Rodríguez (CUB) P 2–3 | Nu a avansat          | Nu a avansat        | Nu a avansat         | =9     |
| Marian Lazăr        | cocoș         | N/A                      | Bitegeko (TAN) C 5–0 | Solomin (URS) P 1–4   | Nu a avansat          | Nu a avansat        | Nu a avansat         | =9     |
| Gabriel Pometcu     | pană          | Dag Strømme (NOR) C k.o. | Palacios (CUB) C 4–1 | Bachfeld (GDR) C 5–0  | Kuznețov (URS) P 1–4  | Nu a avansat        | Nu a avansat         | =5     |
| Antoniu Vasile      | semiușoară    | N/A                      | Abayomi (NGR) C AOL  | Tae-Ho (KOR) P AOL    | Nu a avansat          | Nu a avansat        | Nu a avansat         | =9     |
| Calistrat Cuțov     | ușoară        | Muruli (UGA) C 4–1       | Srisook (THA) P AOL  | N/A                   | Nu a avansat          | Nu a avansat        | Nu a avansat         | =9     |
| Victor Zilberman    | semimijlocie  | Jackson (UGA) P 2–3      | Nu a avansat         | Nu a avansat          | Nu a avansat          | Nu a avansat        | Nu a avansat         | =33    |
| Ion Györffi         | mijlocie mică | N/A                      | Tiepold (GDR) P 1–4  | Nu a avansat          | Nu a avansat          | Nu a avansat        | Nu a avansat         | =17    |
| Alec Năstac         | mijlocie      | Montoya (CUB) P k.o.     | Nu a avansat         | N/A                   | Nu a avansat          | Nu a avansat        | Nu a avansat         | =17    |
| Marian Culineac     | semigrea      | Wright (JAM) C 5–0       | Cuello (ARG) P AOL   | N/A                   | Nu a avansat          | Nu a avansat        | Nu a avansat         | =9     |
| Ion Alexe           | grea          | Réder (HUN) C 5–0        | N/A                  | N/A                   | Fanghänel (GDR) C 5–0 | Thomsén (SWE) C 5–0 | Stevenson (CUB) P NP | 2      |

## Caiac canoe

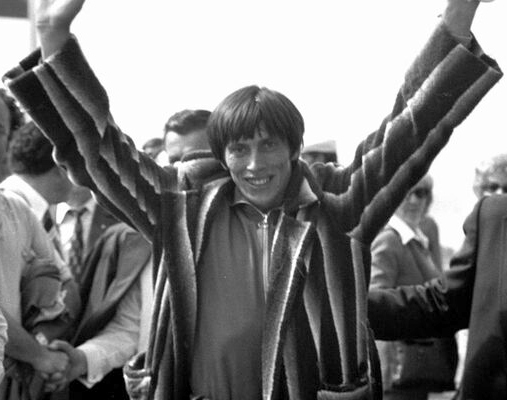
Ivan Patzaichin

| Sportiv                                                       | Probă      | Serie   | Serie | Recalificări | Recalificări | Semifinale | Semifinale | Finală       | Finală       |
| Sportiv                                                       | Probă      | Timp    | Loc   | Timp         | Loc          | Timp       | Loc        | Timp         | Loc          |
| ------------------------------------------------------------- | ---------- | ------- | ----- | ------------ | ------------ | ---------- | ---------- | ------------ | ------------ |
| Ivan Patzaichin                                               | C-1 1000 m | 6:34,65 | 6     | 4:11,90      | 1            | N/A        | N/A        | 4:08,94      | 1            |
| Ivan Patzaichin Serghei Covaliov                              | C-2 1000 m | 4:09,21 | 1     | N/A          | N/A          | 3:51,43    | 1          | 3:52,63      | 2            |
| Ion Dragulschi                                                | K-1 1000 m | 4:04,17 | 4     | 4:01,40      | 2            | 3:58,25    | 4          | nu a avansat | nu a avansat |
| Costel Coșniță Vasile Simioncenco                             | K-2 1000 m | 3:43,33 | 2     | N/A          | N/A          | 3:34,60    | 2          | 3:35,66      | 5            |
| Aurel Vernescu Mihai Zafiu Roman Vartolomeu Atanasie Sciotnic | K-4 1000 m | 3:16,15 | 1     | N/A          | N/A          | 3:09,98    | 1          | 3:15,07      | 2            |
| Maria Nichiforov                                              | K-1 500 m  | 2:12,27 | 3     | N/A          | N/A          | 2:05,23    | 2          | 2:07,13      | 6            |
| Maria Nichiforov Viorica Dumitru                              | K-2 500 m  | 1:59,59 | 1     | N/A          | N/A          | N/A        | N/A        | 1:55,01      | 3            |

## Canotaj
| Sportiv                                                  | Probă                   | Serie   | Serie | Recalificări | Recalificări | Semifinale | Semifinale | Finală B | Finală B | Finală A | Finală A | Loc |
| Sportiv                                                  | Probă                   | Timp    | Loc   | Timp         | Loc          | Timp       | Loc        | Timp     | Loc      | Timp     | Loc      | Loc |
| -------------------------------------------------------- | ----------------------- | ------- | ----- | ------------ | ------------ | ---------- | ---------- | -------- | -------- | -------- | -------- | --- |
| Ilie Oanță Dumitru Grumezescu                            | Dublu rame fără cârmaci | 7:28,03 | 2     | 7:30,45      | 1            | 7:47,77    | 3          | N/A      | N/A      | 7:42,90  | 6        | 6   |
| Ștefan Tudor Petre Ceapura Ladislau Lovrenschi (cârmaci) | Dublu rame cu cârmaci   | 7:47,98 | 3     | 8:08,34      | 1            | 8:10,89    | 3          | N/A      | N/A      | 7:21,36  | 3        | 3   |
| Emeric Tușa Adalbert Agh Mihai Naumencu Francisc Papp    | Patru rame fără cârmaci | 6:49,11 | 1     | N/A          | N/A          | 7:12,50    | 1          | N/A      | N/A      | 6:35,60  | 5        | 5   |

## Ciclism
Șosea
| Sportiv       | Probă             | Timp    | Loc |
| ------------- | ----------------- | ------- | --- |
| Teodor Vasile | Cursă individuală | 4:17:09 | 60  |

## Gimnastică
Masculin
Individual compus și echipe
| Sportiv             | Aparat | Aparat | Aparat   | Aparat   | Aparat   | Aparat   | Aparat | Aparat | Aparat | Aparat | Aparat        | Aparat        | Total   | Total |
| Sportiv             | Sol    | Sol    | Sărituri | Sărituri | Paralele | Paralele | Bară   | Bară   | Inele  | Inele  | Cal cu mânere | Cal cu mânere | Total   | Total |
| Sportiv             | Puncte | Loc    | Puncte   | Loc      | Puncte   | Loc      | Puncte | Loc    | Puncte | Loc    | Puncte        | Loc           | Puncte  | Loc   |
| ------------------- | ------ | ------ | -------- | -------- | -------- | -------- | ------ | ------ | ------ | ------ | ------------- | ------------- | ------- | ----- |
| Dan Grecu           | 17,70  | =50    | 18,40    | =23      | 18,05    | =52      | 17,70  | =56    | 18,50  | =20    | 17,75         | =41           | 108,850 | =32   |
| Petre Mihăiuc       | 18,40  | =23    | 18,55    | 15       | 18,25    | =38      | 18,15  | =35    | 18,10  | =33    | 17,85         | 38            | 108,650 | 34    |
| Gheorghe Păunescu   | 18,35  | =25    | 18,45    | =20      | 17,80    | =63      | 17,60  | =60    | 17,45  | =61    | 17,60         | =52           | 107,25  | 42    |
| Mircea Gheorghiu    | 17,45  | =60    | 18,00    | =54      | 17,70    | 71       | 17,10  | 81     | 16,95  | =77    | 17,80         | =39           | 105,00  | 63    |
| Nicolae Oprescu     | 18,40  | =23    | 18,30    | =30      | 16,10    | 109      | 17,60  | =60    | 18,05  | =37    | 16,15         | =83           | 104,60  | 67    |
| Constantin Petrescu | 17,05  | =80    | 17,80    | =79      | 17,50    | =78      | 18,40  | =26    | 16,95  | =77    | 16,00         | =86           | 103,70  | 74    |
| România             |        |        |          |          |          |          |        |        |        |        |               |               | 538,90  | 7     |

Feminin
Individual compus și echipe
| Sportivă         | Aparat | Aparat | Aparat   | Aparat   | Aparat           | Aparat           | Aparat | Aparat | Total  | Total |
| Sportivă         | Sol    | Sol    | Sărituri | Sărituri | Paralele inegale | Paralele inegale | Bârnă  | Bârnă  | Total  | Total |
| Sportivă         | Puncte | Loc    | Puncte   | Loc      | Puncte           | Loc              | Puncte | Loc    | Puncte | Loc   |
| ---------------- | ------ | ------ | -------- | -------- | ---------------- | ---------------- | ------ | ------ | ------ | ----- |
| Elena Ceampelea  | 18,90  | 8      | 18,10    | =33      | 18,15            | =42              | 17,90  | =22    | 73,375 | 22    |
| Anca Grigoraș    | 18,50  | =13    | 17,75    | =52      | 18,05            | =47              | 17,80  | =27    | 72,10  | =31   |
| Alina Goreac     | 18,35  | =23    | 18,25    | =22      | 18,40            | =31              | 17,25  | =50    | 72,25  | 30    |
| Elisabeta Turcu  | 17,85  | =47    | 18,05    | =35      | 18,15            | =42              | 17,15  | =54    | 71,20  | 44    |
| Paula Ioan       | 18,25  | =26    | 18,25    | =22      | 17,30            | =74              | 17,30  | =47    | 71,10  | =46   |
| Marcela Păunescu | 17,80  | =53    | 17,70    | =56      | 17,85            | =54              | 17,15  | =54    | 70,50  | =55   |
| România          |        |        |          |          |                  |                  |        |        | 360,70 | 6     |

## Haltere
| Sportiv      | Probă  | Împins   | Împins | Smuls    | Smuls | Aruncat  | Aruncat | Total | Loc |
| Sportiv      | Probă  | Rezultat | Loc    | Rezultat | Loc   | Rezultat | Loc     | Total | Loc |
| ------------ | ------ | -------- | ------ | -------- | ----- | -------- | ------- | ----- | --- |
| Ion Hortopan | −52 kg | 97,5     | =8     | 95,0     | =4    | 117,5    | 9       | 310,0 | 8   |
| Victor Rusu  | −56 kg | 105,0    | =15    | 95,0     | =14   | 132,5    | 9       | 332,5 | 11  |

## Handbal
Echipa
| - Cornel Penu - Alexandru Dincă - Gabriel Kicsid - Ghiță Licu - Cristian Gațu - Roland Gunnesch - Radu Voina - Simon Schobel - Gheorghe Gruia - Werner Stöckl - Dan Marin - Adrian Cosma - Valentin Samungi - Constantin Tudosie - Ștefan Birtalan | - Virgil Tale (r) |

| Echipă  | Probă            | Faza grupelor preliminare | Faza grupelor preliminare | Faza grupelor preliminare  | Faza grupelor preliminare | Faza grupelor principale | Faza grupelor principale | Faza grupelor principale | Finală mică               | Finală mică |
| Echipă  | Probă            | Adversar Scor             | Adversar Scor             | Adversar Scor              | Loc                       | Adversar Scor            | Adversar Scor            | Loc                      | Adversar Scor             | Loc         |
| ------- | ---------------- | ------------------------- | ------------------------- | -------------------------- | ------------------------- | ------------------------ | ------------------------ | ------------------------ | ------------------------- | ----------- |
| România | Turneul masculin | Norvegia · C 18-14        | Spania · C 15-12          | Germania de Vest · C 13-11 | 1                         | Ungaria · C 20-14        | Iugoslavia · P 13-14     | 2                        | Germania de Est · C 19-16 | 3           |

## Lupte
Masculin greco-roman
| Sportiv            | Probă        | Primul meci        | Al 2-lea meci        | Al 3-lea meci     | Al 4-lea meci     | Al 5-lea meci     | Al 6-lea meci        | Al 7-lea meci     | Al 8-lea meci     | Loc |
| Sportiv            | Probă        | Adversar Rezultat  | Adversar Rezultat    | Adversar Rezultat | Adversar Rezultat | Adversar Rezultat | Adversar Rezultat    | Adversar Rezultat | Adversar Rezultat | Loc |
| ------------------ | ------------ | ------------------ | -------------------- | ----------------- | ----------------- | ----------------- | -------------------- | ----------------- | ----------------- | --- |
| Gheorghe Berceanu  | semimuscă    | Seres (HUN) C      | Zubkov (URS) C       | Svensson (SWE) C  | Drechsel (GDR) C  | N/A               | Aliabadi (IRI) C     | N/A               | N/A               | 1   |
| Gheorghe Stoiciu   | muscă        | Doncsecz (HUN) E   | Huber (FRG) C        | Marinko (YUG) P   | nu a avansat      | nu a avansat      | nu a avansat         | N/A               | N/A               |     |
| Ion Baciu          | cocoș        | Famatid (PHI) C    | Lindholm (SWE) C     | Čović (YUG) C     | Yamamoto (JPN) C  | Traikov (BUL) P   | nu a avansat         | nu a avansat      | nu a avansat      | 6   |
| Ion Păun           | pană         | N/A                | Hazewinkel (USA) C   | Koletić (YUG) C   | Wehling (GDR) P   | Fujimoto (JPN) P  | nu a avansat         | N/A               | N/A               | 6   |
| Simion Popescu     | ușoară       | Supron (POL) E     | Hisamutdinov (URS) P | nu a avansat      | nu a avansat      | nu a avansat      | nu a avansat         | N/A               | N/A               |     |
| Marcel Vlad        | semimijlocie | Karlsson (SWE) P   | Kecman (YUG) P       | nu a avansat      | nu a avansat      | nu a avansat      | nu a avansat         | N/A               | N/A               |     |
| Ion Gabor          | mijlocie     | Martinetti (SUI) C | Bouchoule (FRA) C    | Barlie (NOR) E    | Janota (TCH) E    | Nazarenko (URS) P | nu a avansat         | N/A               | N/A               | 5   |
| Nicolae Neguț      | semigrea     | Rezanțev (URS) E   | Tani (JPN) C         | Øverby (NOR) E    | Čorak (YUG) P     | nu a avansat      | nu a avansat         | N/A               | N/A               | 6   |
| Nicolae Martinescu | grea         | Saito (JPN) C      | N/A                  | Ignatov (BUL) C   | Albrecht (FRG) C  | Kiss (HUN) P      | Iakovenko (URS) C NP | N/A               | N/A               | 1   |
| Victor Dolipschi   | supergrea    | Roșcin (URS) P     | Wojda (POL) C        | Dietrich (FRG) C  | Csatári (HUN) C   | Tomov (BUL) E     | N/A                  | N/A               | N/A               | 3   |

Masculin stil liber
| Sportiv          | Probă        | Primul meci         | Al 2-lea meci      | Al 3-lea meci     | Al 4-lea meci      | Al 5-lea meci       | Al 6-lea meci      | Al 7-lea meci     | Loc |
| Sportiv          | Probă        | Adversar Rezultat   | Adversar Rezultat  | Adversar Rezultat | Adversar Rezultat  | Adversar Rezultat   | Adversar Rezultat  | Adversar Rezultat | Loc |
| ---------------- | ------------ | ------------------- | ------------------ | ----------------- | ------------------ | ------------------- | ------------------ | ----------------- | --- |
| Ion Arapu        | semimuscă    | Umeda (JPN) P       | Möbius (GDR) C     | Lacour (FRG) C    | Baygın (TUR) P     | nu a avansat        | N/A                | N/A               | 5   |
| Petre Ciarnău    | muscă        | Gwong-Hyong (PRK) C | Piñeda (GUA) C     | N/A               | Kinsela (AUS) C    | Alahverdiev (URS) E | Kato (JPN) P       | nu a avansat      | 5   |
| Nicolae Dumitru  | cocoș        | Chin-Hsiung (TPE) C | Sanders (USA) P    | Ramos (CUB) P     | nu a avansat       | nu a avansat        | nu a avansat       | nu a avansat      |     |
| Petre Coman      | pană         | Hurtado (PER) C     | Dawes (GBR) C      | Bolger (CAN) C    | Krastev (BUL) P    | Akdağ (TUR) P       | nu a avansat       | nu a avansat      | 6   |
| Petre Poalelungi | ușoară       | Engel (TCH) C       | Ruz (MEX) C        | Schröder (GDR) C  | Așuraliev (URS) P  | nu a avansat        | nu a avansat       | N/A               |     |
| Ludovic Ambruș   | semimijlocie | Gusov (URS) P       | Akers (AUS) C      | Singh (IND) C     | Robin (FRA) P      | nu a avansat        | nu a avansat       | nu a avansat      |     |
| Vasile Iorga     | mijlocie     | Bouchoule (FRA) C   | Blanco (ARG) C     | Hagilou (IRI) C   | Martinetti (SUI) C | Peterson (USA) P    | Tediașvili (URS) P | N/A               | 3   |
| Ion Marton       | semigrea     | Morgan (CUB) P      | Gwang-Ung (KOR) P  | nu a avansat      | nu a avansat       | nu a avansat        | nu a avansat       | N/A               |     |
| Enache Panait    | grea         | N'Diaye (SEN) C     | Geris (CAN) C      | Jutzeler (SUI) C  | Bayanmönkh (MGL) P | Iarâghin (URS) P    | nu a avansat       | N/A               | 5   |
| Ștefan Stîngu    | supergrea    | N/A                 | Makowiecki (POL) E | Germer (GDR) P    | Medved (URS) P     | nu a avansat        | nu a avansat       | N/A               |     |

## Natație
| Sportiv       | Probă         | Serie    | Serie | Semifinale   | Semifinale   | Finală       | Loc |
| Sportiv       | Probă         | Timp     | Loc   | Timp         | Loc          | Timp         | Loc |
| ------------- | ------------- | -------- | ----- | ------------ | ------------ | ------------ | --- |
| Marian Slavic | 100 m liber   | 55,35    | 6     | nu a avansat | nu a avansat | nu a avansat | 33  |
| Marian Slavic | 200 m liber   | 2:00,23  | 4     | N/A          | N/A          | nu a avansat | 24  |
| Marian Slavic | 200 m mixt    | 2:19,98  | 5     | N/A          | N/A          | nu a avansat | 32  |
| Eugen Almer   | 1500 m liber  | 17:49,80 | 6     | N/A          | N/A          | nu a avansat | 39  |
| Anca Groza    | 200 m fluture | 2:30,32  | 3     | N/A          | N/A          | nu a avansat | 19  |

## Pentatlon modern
| Sportiv         | Probă               | Echitație | Echitație | Scrimă | Scrimă | Tir    | Tir | Natație | Natație | Alergare | Alergare | Total  | Loc |
| Sportiv         | Probă               | Puncte    | Loc       | Puncte | Loc    | Puncte | Loc | Puncte  | Loc     | Puncte   | Loc      | Total  | Loc |
| --------------- | ------------------- | --------- | --------- | ------ | ------ | ------ | --- | ------- | ------- | -------- | -------- | ------ | --- |
| Dumitru Spîrlea | individual          | 975       | 33        | 810    | =21    | 1.022  | =4  | 932     | 47      | 1.015    | 41       | 4.754  | 23  |
| Marian Cosmescu | individual masculin | 1.045     | 20        | 658    | =46    | 824    | =33 | 996     | 42      | 967      | 51       | 4.490  | 38  |
| Adalbert Covaci | individual masculin | 815       | 55        | 582    | =53    | 714    | =45 | 1.204   | =4      | 1.066    | 30       | 4.381  | 48  |
| România         | echipe              |           |           |        |        |        |     |         |         |          |          | 13.655 | 12  |

## Polo pe apă
Echipa
| - Șerban Huber - Bogdan Mihăilescu - Gheorghe Zamfirescu - Gruia Novac - Dinu Popescu - Claudiu Rusu - Iosif Culineac - Cornel Rusu - Viorel Rus - Radu Lazăr - Cornel Frățilă |

| Echipă  | Probă            | Faza grupelor preliminare | Faza grupelor preliminare | Faza grupelor preliminare | Faza grupelor preliminare | Faza grupelor preliminare | Faza grupelor preliminare | Locurile 7-12 | Locurile 7-12  | Locurile 7-12       | Locurile 7-12   | Locurile 7-12 | Loc |
| Echipă  | Probă            | Adversar Scor             | Adversar Scor             | Adversar Scor             | Adversar Scor             | Adversar Scor             | Loc                       | Adversar Scor | Adversar Scor  | Adversar Scor       | Adversar Scor   | Loc           | Loc |
| ------- | ---------------- | ------------------------- | ------------------------- | ------------------------- | ------------------------- | ------------------------- | ------------------------- | ------------- | -------------- | ------------------- | --------------- | ------------- | --- |
| România | Turneul masculin | Statele Unite P 3-4       | Yugoslavia P 7-8          | Cuba P 3-4                | Canada C 16-4             | Mexic C 9-6               | 4                         | Spania C 7-4  | Bulgaria C 4-3 | Țările de Jos E 5-5 | Australia C 5-3 | 2             | 8   |

## Sărituri în apă
Probe pe teren
| Atlet              | Probă              | Calificare | Calificare | Finală       | Finală       |
| Atlet              | Probă              | Puncte     | Loc        | Puncte       | Loc          |
| ------------------ | ------------------ | ---------- | ---------- | ------------ | ------------ |
| Ion Ganea          | 3 metri trambulină | 325,17     | 21         | nu a avansat | nu a avansat |
| Ion Ganea          | 10 metri platformă | 265,83     | 25         | nu a avansat | nu a avansat |
| Sorana Prelipceanu | 3 metri trambulină | 242,61     | 21         | nu a avansat | nu a avansat |
| Melania Decuseară  | 3 metri trambulină | 232,02     | 27         | nu a avansat | nu a avansat |
| Melania Decuseară  | 10 metri platformă | 182,82     | 16         | nu a avansat | nu a avansat |

## Scrimă

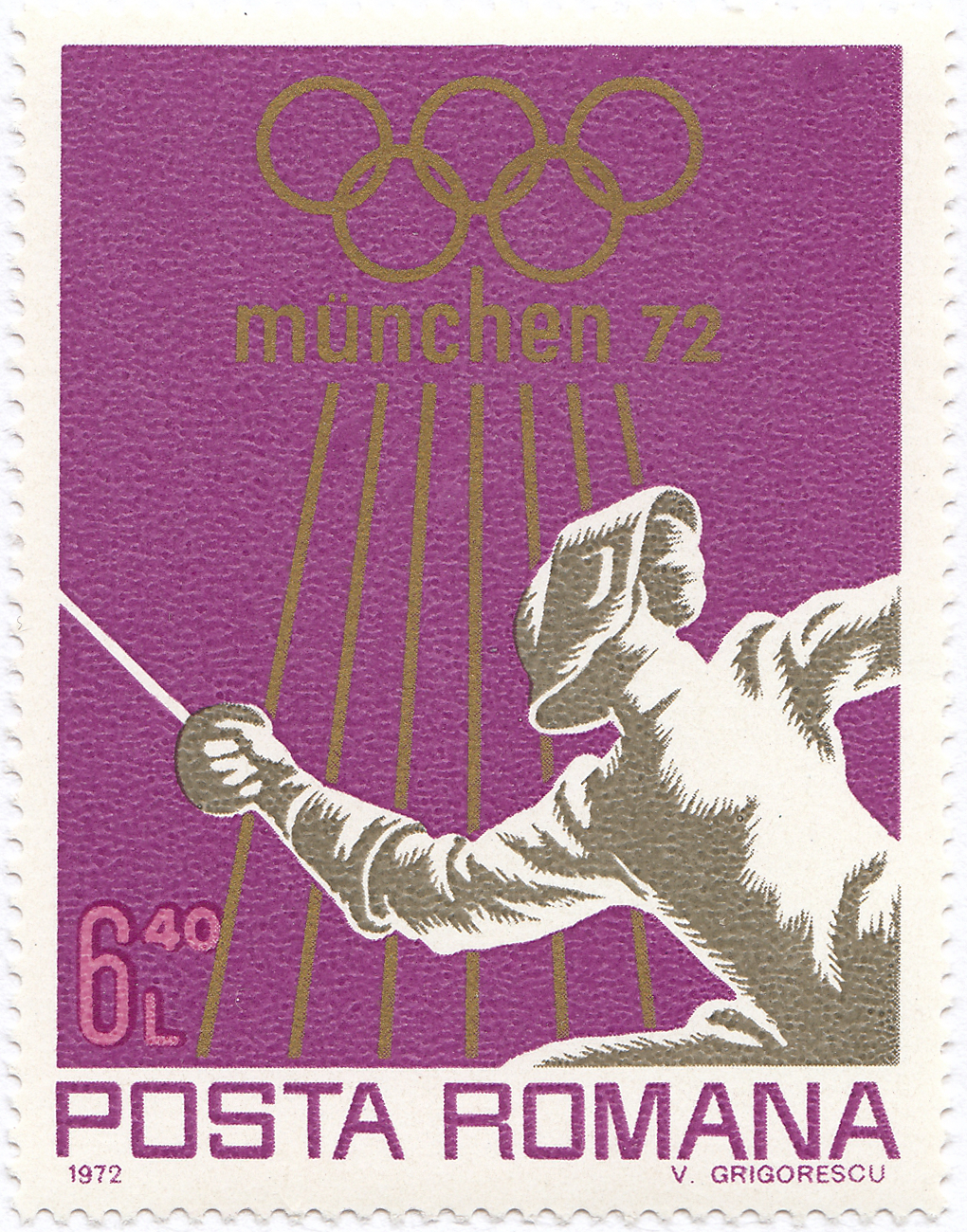
Proba de scrimă la JO din 1972 pe un timbru românesc

19 scrimeri au participat la opt probe.
Floretă masculin
- Mihai Țiu: locul 4
- Ștefan Haukler: turul trei
- Tănase Mureșanu: turul doi

Floretă masculin pe echipe
- Iuliu Falb, Ștefan Haukler, Tănase Mureșanu, Aurel Ștefan, Mihai Țiu: locul 7

Floretă feminin
- Ileana Gyulai-Drîmbă: turul doi
- Ana Pascu: primul tur
- Olga Szabo-Orban: primul tur

Floretă feminin pe echipe
- Ileana Gyulai-Drîmbă, Ana Pascu, Ecaterina Stahl-Iencic și Olga Szabo-Orban:  bronz

Spadă masculin
- Anton Pongratz: locul 4
- Costică Bărăgan: turul doi
- Alexandru Istrate: turul doi

Spadă masculin pe echipe
- Costică Bărăgan, Constantin Duțu, Nicolae Iorgu, Alexandru Istrate, Anton Pongratz: locul 5

Sabie masculin
- Iosif Budahazi: turul patru
- Dan Irimiciuc: turul trei
- Constantin Nicolae: turul doi

Sabie masculin pe echipe
- Iosif Budahazi, Gheorghe Culcea, Dan Irimiciuc, Constantin Nicolae, Octavian Vintilă: locul 4

## Tir
| Sportiv           | Probă                                     | Puncte | Loc |
| ----------------- | ----------------------------------------- | ------ | --- |
| Ion Tripșa        | Pistol viteză 25 m                        | 582    | 25  |
| Dan Iuga          | Pistol viteză 25 m                        | 589    | 12  |
| Dan Iuga          | pistol liber 50 m                         | 562    | 2   |
| Eugen Satală      | pușcă liberă 300 m, 3 poziții             | 1.102  | 28  |
| Petre Șandor      | pușcă liberă 300 m, 3 poziții             | 1.127  | 21  |
| Petre Șandor      | armă liberă calibru redus 50 m, 3 poziții | 1.139  | 20  |
| Nicolae Rotaru    | armă liberă calibru redus 50 m, 3 poziții | 1.148  | 8   |
| Nicolae Rotaru    | armă liberă calibru redus 50 m, culcat    | 598    | 3   |
| Ilie Codreanu     | armă liberă calibru redus 50 m, culcat    | 590    | 53  |
| Ion Dumitrescu    | trap                                      | 183    | 30  |
| Gheorghe Florescu | trap                                      | 190    | 14  |
| Lucian Cojocaru   | skeet                                     | 191    | 15  |
| Gleb Pintilie     | skeet                                     | 190    | 23  |

## Volei
Echipa
| - Corneliu Oros - Cristian Ion - Gabriel Udișteanu - Gyula Bartha - Laurențiu Dumănoiu - Marian Stamate - Mircea Tutovan - Romeo Enescu - Stelian Moculescu - Viorel Bălaș - William Schreiber |

| Echipă  | Probă            | Faza grupelor preliminare | Faza grupelor preliminare | Faza grupelor preliminare | Faza grupelor preliminare | Faza grupelor preliminare | Faza grupelor preliminare | Locurile 5-8        | Locurile 5-8       | Locurile 5-8 |
| Echipă  | Probă            | Adversar Scor             | Adversar Scor             | Adversar Scor             | Adversar Scor             | Adversar Scor             | Loc                       | Adversar Scor       | Adversar Scor      | Loc          |
| ------- | ---------------- | ------------------------- | ------------------------- | ------------------------- | ------------------------- | ------------------------- | ------------------------- | ------------------- | ------------------ | ------------ |
| România | Turneul masculin | Japonia P 0-3             | Germania de Vest C 3-0    | Brazilia P 2-3            | Cuba C 3-0                | Germania de Est P 0-3     | 3                         | Coreea de Sud C 3-0 | Cehoslovacia C 3-1 | 5            |